# Contea di Foping
La contea di Foping (佛坪县S, Fópíng XiànP) è una contea della Cina, situata nella provincia dello Shaanxi e amministrata dalla prefettura di Hanzhong.